# Jérôme Bock
Jérôme Bock ou seu pseudômino Hieronymus Bock, conhecido como Tragus, (Bruchsal, 1498 - Hornbach, 21 de fevereiro de 1554) foi um pastor luterano e um botânico alemão.
Com Otto Brunfels (1488-1534), Leonhart Fuchs (1501-1566) e Valerius Cordus (1515-1544) foi considerado como um dos pais da botânica alemão.